# Nebmaatre
Nebmaatre, auch Neb-maat-Re, ist der Name eines altägyptischen Kleinkönigs, der während der Hyksosherrschaft (16. Dynastie, ca. 1649 bis 1582 v. Chr.) vermutlich in Mittelägypten regierte.
Sein Thronname ist auf einer Kupferaxtklinge aus einem Grab der Pfannengräberkultur (nubische Viehhirten) in Mostagedda und vielleicht auch auf einem Skarabäus belegt. Amenophis III., ein späterer König (Pharao) der 18. Dynastie trug den gleichen Thronnamen.